# Новочуртах
Новочуртах (чечен. Алтмирзюрт) — село в Новолакском районе Дагестана, Россия.
Образует сельское поселение село Новочуртах как единственный населённый пункт в его составе.

## География
Село расположено в 6 километрах к югу от города Хасавюрт на левом берегу реки Ярык-су.

## История
Село Алтмирзаюрт по переписи 1926 года имел население 302 жителя. После депортации чеченцев на место прежних жителей были поселены лакцы с хутора Евгеньевка Хасавюртовского района и из сел Багикла, Кума, Кунды и Кумух Лакского района и . В 1974 году в село были переселены аварцы — жители села Килятли Гумбетовского района, разрушенного землетрясением. Существует проект по переселению лакцев близ города Махачкалы и восстановления Ауховского района.

## Население
| 1889  | 1926  | 1939  | 1959  | 1970  | 1989  | 2002  |
| ----- | ----- | ----- | ----- | ----- | ----- | ----- |
| 202   | ↗302  | ↗423  | ↘409  | ↗583  | ↗1419 | ↗2713 |
| 2010  | 2012  | 2013  | 2014  | 2015  | 2016  | 2017  |
| ↗3305 | ↗3473 | ↗3612 | ↗3697 | ↗3783 | ↗3897 | ↗3979 |
| 2018  | 2019  | 2020  | 2021  | 2023  | 2024  | 2025  |
| ↗4041 | ↗4132 | ↗4205 | ↘2858 | ↗2904 | ↗2930 | ↗3046 |

В 1989 году общая численность населения — 1419 человек, из них аварцев — 718, лакцев — 432, чеченцев — 253.
Национальный состав по переписи 2002 г.: аварцы — 54 %, лакцы − 27 %.
По данным Всероссийской переписи населения 2010 года:
| № | Национальность | Численность, чел. | Доля   |
| - | -------------- | ----------------- | ------ |
| 1 | аварцы         | 1751              | 53 %   |
| 2 | лакцы          | 824               | 24,9 % |
| 3 | чеченцы        | 717               | 21,7 % |
| 4 | другие         | 13                | 0,4 %  |

## Образование
- Новочуртахская муниципальная средняя общеобразовательная школа № 1[28].
- Новочуртахская муниципальная средняя общеобразовательная школа № 2[29].

## Микротопонимия
- Токхме «К оползням»
- Лакхар хьаст (Лакхар хаст)
- Хилдехьара атагӏе «Зареченская долина»
- Муслум буьйра (Муслум бюйра)
- Шина барзе «К двум курганам»
- Эдалхангӏеран буьйра (Эдалхангеран бюйра)
- Кӏондмере (Кондмере)
- Салтин атгӏа (Салтин атга)
- Нарашка беш «Нарашка сад»
- Горгӏул юрт (Горгул юрт)
- Лох отар «Нижний хутор»
- Муьжгин отар «Мужицкий хутор»
- Акхсакхтимира даьккхина ор «Ров, выкопанный Акхсакхтимиром»
- Доккха ор «Большой ров»
- Жабраила баьккхина некъ (Жабраила бяккхина нек)
- Барчхойн кашанш «Барчхойцев кладбище»
- Кхархойн кашанш «Кхархойцев кладбище»
- Пешхойн кашанш «Пешхойцев кладбище»
- Берийн кашанш «Кладбище детей»
- Ямсо атгӏе (Ямсо атге) «Ямсо долина»
- Ястий атгӏе (Ястий атге)
- Урсха буьйра (Урсха бюйра)
- Гӏумкхо буьйра (Гумкхо бюйра)
- Махье буьйра (Махе бюйра)
- Гелсяьхна буьйра (Гелсяхна бюйра)
- Мандиар буьйра «Манди потомков балка»
- Кӏорг беш (Корг беш)
- Iаьмара беш «Амара (ореховый) сад»
- Iаьмар бассе «Амара склон»
- Чӏунгур цӏаьлг (Чунгур цялг)
- Мусин хьайра «Муси мельница»
- Ислувара хьайр (Ислувара хайр)
- Ислугӏеран маьждиг «Мечеть Ислуевых»
- Эчг пхьалгӏа (Эчг пхалга)
- Бӏа некъ (Ба нек)
- Борз ехка буьйра (Борз ехка бюйра)[30].